# María Giménez-Guervos
María José Giménez-Guervos Pérez (Cáceres, 27 de abril de 1993) es una deportista española que compite en halterofilia. Ganó una medalla de bronce en el Campeonato Europeo de Halterofilia de 2022, en la categoría de 49 kg.

## Palmarés internacional
| Campeonato Europeo | Campeonato Europeo | Campeonato Europeo | Campeonato Europeo |
| Año                | Lugar              | Medalla            | Categoría          |
| ------------------ | ------------------ | ------------------ | ------------------ |
| 2022               | Tirana (Albania)   | Medalla de bronce  | 49 kg              |